# Encore une fois sur l'amour
Pour plus de détails, voir Fiche technique et Distribution.
Echtchio raz pro lioubov (Ещё раз про любовь) est un film soviétique réalisé par Gueorgui Natanson, sorti en 1968,.

## Fiche technique
- Photographie : Vladimir Nikolaiev
- Musique : Alexandre Fliarkovski
- Décors : Irina Lukachevitch, Lioudmila Moltchalina
- Montage : Klavdia Moskvina